# دانه‌خوار ریشارد
دانه‌خوار ریشارد (نام علمی: Serinus reichardi) نام یک گونه از سرده سهره دمگاه‌زرد است.